# Brezzrcalni fotoaparat
Brezzrcalni fotoaparat (iz angleškega izraza mirrorless camera) je tip digitalnega fotoaparata z izmenljivimi objektivi, ki za prikaz slike v iskalu ne uporablja sistema zrcal kot zrcalnorefleksni fotoaparati, temveč sproti projicira sliko, ki jo zaznava tipalo, na prikazovalnik na zadnji strani. Modeli višjega razreda imajo tudi t. i. elektronsko iskalo, dodaten miniaturen ploski zaslon, vgrajen v iskalo, ki prikazuje enako sliko. Elektronska iskala imajo tudi nekateri digitalni kompaktni fotoaparati, ki pa imajo praviloma vgrajene objektive in manj zmogljive komponente ter spadajo v nižji cenovni razred kot brezzrcalni fotoaparati, ki so namenjeni zahtevnejšim ljubiteljskim in profesionalnim fotografom.
Prednost brezzrcalnih fotoaparatov je enostavnejša mehanska zgradba brez premičnega zrcala pred tipalom, zaradi česar so lahko občutno lažji in imajo tanjše ohišje kot digitalni zrcalnorefleksni fotoaparati. Ker ni potrebe po premikanju zrcala ob pritisku na sprožilec, je lahko delovanje tudi hitrejše in samodejno ostrenje lahko nadzoruje glavno tipalo, zato je lahko natančnejše. Poleg tega krajša razdalja med tipalom in bajonetom omogoča tudi manjše objektive od primerljivo zmogljivih objektivov za zrcalnorefleksne fotoaparate. Med slabostmi so večja poraba energije, saj mora ves čas uporabe delovati zaslon, in v zgodnjih letih prisotnosti na tržišču tudi višja cena ter manjši nabor opreme (zlasti objektivov).
Prvi pravi brezzrcalni fotoaparat je izdelalo podjetje Panasonic leta 2008. Že prej sta fotoaparata s takim formatom izdelali podjetji Epson in Leica, vendar brez mehanizma za pregledovanje posnetkov, zato ju ne obravnavamo kot prava brezzrcalna fotoaparata. Sčasoma so proizvajalci izboljšali kakovost, da je digitalno iskalo po zmogljivosti primerljivo z optičnim, zato so začeli v zgodnjih 2020. letih prevladovati v svojem segmentu trga.